# Ritratto di Bia de' Medici
Il Ritratto di Bia de' Medici è un dipinto a olio su tavola (64×48 cm) di Agnolo Bronzino, databile al 1542 circa e conservato nella Galleria degli Uffizi a Firenze.
A lungo esposto nel cuore del museo (la Tribuna), a partire dal 2012 è collocato nelle sale rosse dei Nuovi Uffizi.

## Storia
L'identificazione della bambina con Bia, primogenita illegittima del futuro Granduca di Toscana Cosimo I de' Medici, è oggi pressoché indiscussa, sebbene in passato si fossero fatti anche i nomi di altre sue figlie, quali Isabella o Maria.
Il ritratto venne eseguito in tutta probabilità postumo, come ricordo della bambina, morta a cinque anni nel 1542. Primo ritratto di Bronzino dedicato a un bambino, è il più celebre della serie dei figli di Cosimo, ai quali fece sicuramente da modello.

## Descrizione e stile
Bronzino immaginò la bambina a mezza figura e seduta su una sedia, ricalcando lo schema del Ritratto di Lucrezia Panciatichi di qualche anno prima. Lo sfondo azzurro si accende attorno al volto, evidenziandolo. La luce fredda e l'assenza di effetti chiaroscurali forti accentuano la levigatezza dell'incarnato e fanno del ritratto una sublime idealizzazione. Lo sguardo è rivolto con intensità allo spettatore, e l'espressione ricerca l'assenza di emozioni.
Bia ha i capelli scriminati al centro della testa e ricadenti a caschetto, con due treccine che incorniciano il viso, legate con cura. Indossa orecchini di perle, una catena d'oro con pendente all'antica e un sontuoso vestito, fatto di raso azzurro con maniche a sbuffo, prodotto delle seterie fiorentine che Cosimo andava in quegli anni rilanciando. Una catena dorata fa da cintura, con l'estremità, forse terminante in una nappa, tenuta con la mano destra per giocherellare.
La posa è quella dei ritratti ufficiali, rigida, ma alleggerita da alcuni accenni di movimento delle mani, come se la protagonista stesse per alzarsi.